# Що таке теорія відносності?
«Що таке теорія відносності?» — радянський короткометражний художній фільм, знятий режисером Семеном Райтбуртом на 2-му творчому об'єднанні кіностудії «Моснаукфільм» в 1964 році.

## Сюжет
В купе поїзда, що йде до Новосибірська, молода вчена-фізик пояснює своїм супутникам-акторам, які їдуть на зйомки фільму, що таке теорія відносності. Незважаючи на доступність викладу, розповідь сприймається з різним ступенем розуміння кожним з її співрозмовників, а хтось взагалі заснув, пропустивши все пояснення.

## У ролях
- Алла Демидова — учений-фізик
- Олексій Полевой — актор
- Георгій Віцин — актор
- Олексій Грибов — актор
- Георгій Тусузов — пасажир з шашками

## Знімальна група
- Автори сценарію:  Семен Лунгін,  Ілля Нусінов
- Консультант: В. Жигульов
- Режисер:  Семен Райтбурт
- Оператор: Ю. Беренштейн
- Мультиплікація Л. Григор'єва
- Художник: Л. Чібісов
- Комбіновані зйомки: С. Валов
- Звукооператор: К. Бек-Назаров
- Композитор: Олександр Зацепін
- Редактор: В. Злотов
- Директор картини: Ф. Могилевський